# A5 (België)
De A5 was een geplande autosnelweg in België. Het was een van de twaalf geplande radiale autosnelwegen rond de hoofdstad Brussel. De A5 zou vertrekken vanaf de aan te leggen Brusselse Ring R0, ter hoogte van Ter Kamerenbos, en eindigen ten zuiden van Waterloo. De A202 zou daar een verbinding verzorgen met de A7 in Haut-Ittre. Het nummer A5 verwees naar de ligging enigszins parallel met de rijksweg N5.
Slechts een klein deel van de snelweg werd rond 1975 aangelegd, namelijk een omleiding van een drietal kilometer rond Waterloo. Wegens verzet zou de R0 echter niet gesloten worden ten zuiden van Brussel ter hoogte van Vorst en Ukkel, en ook de verbinding tussen de R0 en Waterloo werd niet aangelegd. Men besloot het reeds aangelegde stukje A5 en de geplande A202 (België) te hernoemen naar R0 als een lange zuidelijke lus van de Brusselse Ring. Met deze ingreep verdween de route A5 van de wegenkaarten.